# Кашкинский сельсовет
Кашкинский сельсовет — административно-территориальная единица и муниципальное образование в Аскинском районе Республики Башкортостан Российской Федерации.

## История
Законом «О границах, статусе и административных центрах муниципальных образований в Республике Башкортостан» муниципальное образование наделено статусом сельского поселения.

## Население
| 2002  | 2009  | 2010  | 2012  | 2013  | 2014  | 2015  |
| ----- | ----- | ----- | ----- | ----- | ----- | ----- |
| 2115  | ↘2049 | ↘1744 | ↘1694 | ↘1619 | ↘1580 | ↘1525 |
| 2016  | 2017  |       |       |       |       |       |
| ↘1468 | ↘1443 |       |       |       |       |       |

## Состав сельского поселения
| № | Населённый пункт | Тип населённого пункта       | Население |
| - | ---------------- | ---------------------------- | --------- |
| 1 | Кашкино          | село, административный центр | ↘843      |
| 2 | Бильгиш          | деревня                      | ↘329      |
| 3 | Амирово          | деревня                      | ↘304      |
| 4 | Гумбино          | деревня                      | ↘141      |
| 5 | Новый Суюш       | деревня                      | ↘127      |